# Шведский литературный язык
Шведский литературный язык (швед. rikssvenska) — форма шведского языка, которая, в отличие от диалектов, считается нейтральной и не привязана ни к какой местности. Иными словами, это письменный стандарт языка, в отличие от разговорного. Единый стандарт письменного языка, впервые начавший формироваться в эпоху позднего древнешведского языка, в настоящее время лишён региональной окраски и используется в общенациональном контексте, например в СМИ. На сегодняшний день устная речь шведов по всей стране близка к языковому стандарту, иногда возможно употребление диалектных слов или более чёткое произношение некоторых звуков.
За пределами Швеции слово rikssvenska используется для обозначения речи, распространённой в Швеции и характерной для коренных шведов: синонимом является слово sverigesvenska, в отличие от finlandssvenska и estlandssvenska. Аналогичный пример — термин rikssvenskar, который используется в отношении шведов в Швеции, в отличие от слова finlandssvenskar, которое обозначает шведов в Финляндии.

## Формирование

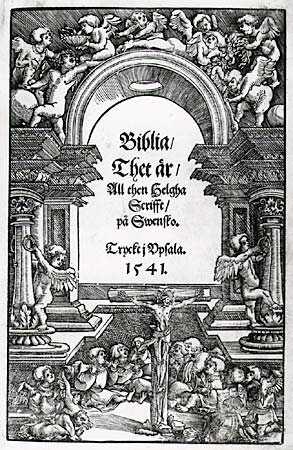
Библия Густава Вазы (1541) была написана во времена, когда письменный стандарт языка начинал активно использоваться

До возникновения стандарта государственного языка не было однородной письменности, которая была бы распространена повсеместно и равномерно: активно использовались диалекты. По словам известного лингвиста Элиаса Вессена, литературный язык стал выражением единства и независимости нации, распространённым среди носителей высокой культуры, поэтому он довольно активно заимствовал иноязычные слова различных направлений на протяжении столетий. Древнейшие из сохранившихся текстов на шведском языке датированы 1200-ми и 1300-ми годами, в том числе закон Готланда — старейший сохранившийся текст, написанный в 1225. Причиной того, что письменный язык начал приходить к стандарту лишь в 1500-х годах, было то, что только тогда все государственные указы начали публиковаться на едином шведском языке. Особенно важным этапом стандартизации была Библия Густава Вазы, первая Библия на шведском языке.
В эпоху позднего древнешведского языка, примерно между 1375 и 1526 годами, много литературы, в том числе религиозного содержания, вышло из Вадстенского монастыря. Исследователи пишут, что результаты литературной деятельности столь высокого уровня были собраны в одно место, разумеется, благоприятное для возникновения фиксированной традиции письменности. Поскольку монастырь много сделал для депопуляризации диалектного произношения и написания, последующие книги писались по стандарту. Таким образом, возникший письменный язык, использовавшийся в текстах Вадстенского монастыря, преодолел локальные сдвиги и стал национальным языком. В эту же эпоху язык пополнился немецкими заимствованиями. Типичными заимствованиями из немецкого языка являются следующие слова: stad (Stadt) — город и borgare (Burger) — горожанин, mästare (Meister) — мастер и gesäll (Geselle) — подмастерье, makt (Macht) — власть и plikt (Pflicht) — долг, falsk (falsch) фальшивый и äkta (echt) — подлинный, ädel (edel) — благородный и eländig (elend) — жалкий, и так далее. Глаголы с префиксами be и an — немецкого происхождения. Иностранное влияние содействовало обогащению самого языка новыми средствами выражения.
Важный вклад в становление литературного языка внёс естествоиспытатель Карл Линней. Он много путешествовал, изучал своеобразие шведских провинций и увидел, «как одна провинция может помочь другой». Описания его путешествий и дневниковые записи, наполненные конкретикой, богатые противопоставлениями, изложенные ясным языком, до сих пор переиздаются и читаются. С именем Линнея связано окончательное становление литературного языка в его современном виде.
Сегодня шведский литературный письменный язык используется повсеместно в системе образования. Школьники учатся читать и писать на этом языке, а его правописание регулируются словарём шведской Академии наук.

## Разговорный литературный язык
В 1600-е годы шведское общество начало говорить на единой форме устной речи. На неё значительно повлияли достижения стандартизированного письменного языка. Поскольку столица являлась политическим, административным, религиозным и культурным центром, основой для стандарта устной речи послужили диалекты, распространённые в окрестностях Стокгольма. Шведский язык имеет слова и формы слов из разных диалектов, потому что образованные его носители переезжали в столицу из разных регионов, нередко из сельской местности, и тем самым способствовали смешению говоров. Так, например, понятие сливочное масло в литературном шведском языке записывается как smör — что соответствует уппландскому варианту — а вовсе не smjör, как на многих диалектах; соответствующим образом различается и произношение этого слова. Аналогично менялись и иные слова и выражения из других диалектов. Например, можно взглянуть на слова, в которых сочетание букв rd заменяется при формообразовании на l (который в этом случае произносится твёрдо, что само по себе нехарактерно для шведского языка). Такая особенность существует во многих диалектах, а примерами таких слов являются vålnad (от vårda) и utböling (от börd).
Обязательное обучение детей в народных школах было введено в Швеции в 1842 году. Школьная программа преподавания шведского языка не включала в себя диалектные особенности, в том числе поэтому многие традиционные, повседневные формы слов и способы произношения исчезли из употребления.
Диалекты шведского языка постепенно «выравниваются», становясь ближе к литературному национальному языку. На это очень сильно влияет растущая социальная мобильность. Наибольшими угрозами для диалектов являются переход к стандартному языку в семьях в сочетании с внутренней миграцией: в такой ситуации носители диалектов сталкиваются с трудностями во взаимопонимании с большинством собеседников, поэтому им приходится адаптироваться к стандартному языку в разговоре с человеком, который говорит на стандартном языке. Таким образом, повышение мобильности общества способствует исчезновению диалектов.
Считается, что современные средства коммуникации способствовали распространению диалектов. Шведские исследователи-лингвисты получили доказательства того, что интернет и телекоммуникации укрепляют диалекты: молодые люди — основная аудитория подобных средств связи — активно используют разговорные выражения, в числе которых присутствуют как неологизмы, так и старые диалектные слова.

## Шведский литературный язык в регионах
По мнению Олле Джозефсона, профессора скандинавских языков в Стокгольмском университете, нельзя использовать термин «диалект» по отношению к случаям, когда люди в основном говорят на литературном языке, но с небольшими региональными изменениями, такими как интонация. Такой вариант литературного языка называют «региональный литературный язык» (швед. regionalt riksspråk) или «региональный стандарт языка» (швед. regionalt standardspråk).
Разговорный язык может изменяться в регионах. Примером этого может служить финский шведский, региональный вариант шведского языка с некоторыми отличительными характеристиками, которые характерны для шведоязычного населения Финляндии. В пределах этой местности, кроме того, могут быть различные местные диалекты. Термин «региональный литературный язык» (швед. regionalt riksspråk), однако, является неофициальным понятием. С точки зрения исследователей он расположен между диалектами и языками без региональных вариаций.

### Аудиоматериалы
- [[Линдстрём, Нильс Фредрик|Фредрик Линдстрём]][[:sv:Fredrik Lindström|[швед.]]] о диалектах (швед.). Bolin i P1. Sveriges Radio (18 июля 2011). Дата обращения: 19 марта 2017.